# Coligação Evoluir Oeiras
A Coligação Evoluir Oeiras reúne três partidos políticos portugueses (Bloco de Esquerda, Livre e Volt Portugal) e cidadãos independentes, mobilizados por um modelo de desenvolvimento para o Concelho de Oeiras assente na transparência e no interesse público, em que a prosperidade seja sinónimo de desenvolvimento humano, qualidade de vida e valorização sustentável dos recursos ambientais.
Esta coligação nasceu de um repto de cidadãos do movimento cívico Evoluir Oeiras. 
É liderada por Carla Castelo, ex-jornalista, conhecida por se ter especializado na cobertura de questões ambientais na SIC, e co-fundadora do movimento Evoluir Oeiras, que a 21 de Março de 2021, manifestou a sua disponibilidade para encabeçar uma lista à Câmara Municipal de Oeiras aberta a todas as forças políticas democráticas que não se revissem nas políticas e forma de fazer política de Isaltino Morais. 
Os cidadãos que lançaram a ideia desta Coligação procuraram uma ampla convergência entre partidos verdes e de esquerda (Partido Socialista, Bloco de Esquerda, Partido Comunista Português, Pessoas-Animais-Natureza, Partido Ecologista Os Verdes, Livre e Volt Portugal). No entanto, apenas o Bloco de Esquerda, o Livre e o Volt Portugal aceitaram fazer parte da coligação.
Nas Eleições Autárquicas de 2021, a Coligação obteve 7,27% dos votos, garantindo representação à Coligação na Câmara Municipal de Oeiras, para a qual também foram eleitos o INOV, de Isaltino Morais, o PS e o PSD.
Com o PS e o PSD a aceitar pelouros no executivo do INOV, Carla Castelo e a Coligação Evoluir Oeiras foram a única oposição a Isaltino Morais na Câmara Municipal de Oeiras ao longo deste mandato, tendo estado na linha da frente na denúncia e combate às políticas promovidas pelo executivo.
Em 2025, a Coligação Evoluir Oeiras, composta novamente pelo Movimento de cidadãos independentes “Evoluir Oeiras” e, também como em 2021, pelos partidos Bloco de Esquerda, o Livre e o Volt Portugal, volta a apresentar-se às eleições autárquicas. 

## Partidos constituintes
| Partidos | Partidos                 | Ideologia              | Espectro                   |
| -------- | ------------------------ | ---------------------- | -------------------------- |
|          | Movimento Evoluir Oeiras | Ecologismo             | Sincrético                 |
|          | Bloco de Esquerda        | Socialismo democrático | Esquerda                   |
|          | Livre                    | Ecossocialismo         | Centro-esquerda a esquerda |
|          | Volt Portugal            | Pró-europeísmo         | Centro a centro-esquerda   |

## Programa
De acordo com o seu site oficial, o programa eleitoral da Coligação Evoluir Oeiras assenta-se em três eixos principais:
- Desenvolvimento Sustentável - apostando no dinamização da economia local, através da criação da "marca 'produto local de Oeiras' a atribuir a produtos ou serviços desenvolvidos no Concelho", na melhoria do ordenamento do território e no combate à desigualdade.[6]
- Qualidade de Vida para todos - através da melhoria dos espaços verdes, de habitação condigna e de uma maior aposta na cultura e no desporto.[6]
- Abertura à Comunidade, Transparência e Primazia do Bem comum - com o reforço da transparência, medidas anti-corrupção e descentralização para as freguesias.[6]

## Resultados eleitorais

### Câmara Municipal
| Data | Cabeça-de-lista | Cl. | Votos | %             | Vereadores | Status   |
| ---- | --------------- | --- | ----- | ------------- | ---------- | -------- |
| 2021 | Carla Castelo   | 4º  | 5 539 | 7,27 / 100,00 | 1 / 11     | Oposição |

### Assembleia Municipal
| Data | Cabeça-de-lista    | Cl. | Votos | %             | Deputados | Status   |
| ---- | ------------------ | --- | ----- | ------------- | --------- | -------- |
| 2021 | Mónica Albuquerque | 4º  | 5 769 | 7,57 / 100,00 | 3 / 33    | Oposição |

### Assembleias de freguesia
| Data | Cl. | Votos | %             | Presidentes | Mandatos |
| ---- | --- | ----- | ------------- | ----------- | -------- |
| 2021 | 4º  | 5 601 | 7,35 / 100,00 | 0 / 5       | 5 / 87   |

#### Algés, Linda-a-Velha e Cruz Quebrada - Dafundo
| Data | Cabeça-de-lista | Cl. | Votos | %             | Deputados | Status   |
| ---- | --------------- | --- | ----- | ------------- | --------- | -------- |
| 2021 | André Cid       | 4º  | 1 840 | 8,92 / 100,00 | 2 / 21    | Oposição |

#### Barcarena
| Data | Cabeça-de-lista    | Cl. | Votos | %             | Deputados | Status              |
| ---- | ------------------ | --- | ----- | ------------- | --------- | ------------------- |
| 2021 | Ana Durães Cardoso | 6º  | 281   | 4,21 / 100,00 | 0 / 13    | Extra-representação |

#### Carnaxide e Queijas
| Data | Cabeça-de-lista | Cl. | Votos | %             | Deputados | Status   |
| ---- | --------------- | --- | ----- | ------------- | --------- | -------- |
| 2021 | José Araújo     | 4º  | 1 011 | 6,39 / 100,00 | 1 / 19    | Oposição |

#### Oeiras e São Julião da Barra
| Data | Cabeça-de-lista           | Cl. | Votos | %             | Deputados | Status   |
| ---- | ------------------------- | --- | ----- | ------------- | --------- | -------- |
| 2021 | Teresa Belmonte Travassos | 4º  | 2 180 | 8,30 / 100,00 | 2 / 21    | Oposição |

#### Porto Salvo
| Data | Cabeça-de-lista | Cl. | Votos | %             | Deputados | Status              |
| ---- | --------------- | --- | ----- | ------------- | --------- | ------------------- |
| 2021 | Vítor Correia   | 5º  | 289   | 4,23 / 100,00 | 0 / 13    | Extra-representação |

## Representantes municipais
Movimento Evoluir Oeiras
     Independente
     Bloco de Esquerda
     Livre
| Vereadores (1) | Vereadores (1) |
| -------------- | -------------- |
| 1              | Carla Castelo  |

| Deputados (3) | Deputados (3)         |
| ------------- | --------------------- |
| 1             | Mónica Albuquerque    |
| 2             | David Ferreira        |
| 3             | Tomás Cardoso Pereira |

| Deputados de freguesia (5) (por freguesia) | Deputados de freguesia (5) (por freguesia) | Deputados de freguesia (5) (por freguesia) | Deputados de freguesia (5) (por freguesia) | Deputados de freguesia (5) (por freguesia) | Deputados de freguesia (5) (por freguesia) |
| F                                          | Deputado(a)                                | Deputado(a)                                | F                                          | Deputado(a)                                | Deputado(a)                                |
| ------------------------------------------ | ------------------------------------------ | ------------------------------------------ | ------------------------------------------ | ------------------------------------------ | ------------------------------------------ |
| ALCD                                       | 1                                          | André Cid Lauret                           | CQ                                         | 1                                          | José Araújo                                |
| ALCD                                       | 2                                          | Miguel Pinto                               | OS                                         | 1                                          | Teresa Belmonte Travassos                  |
|                                            |                                            |                                            | OS                                         | 2                                          | Luís Pinho                                 |